# 9월 29일
9월 29일은 그레고리력으로 272번째(윤년일 경우 273번째) 날에 해당한다.

## 사건
- 기원전 61년 - 그나이우스 폼페이우스 마그누스가 동방에서의 승리를 기념하는 개선식을 벌이다.
- 1890년 - 영국 성공회 소속 찰스 존 코르프(한국명:고요한) 주교가 조선 선교를 목적으로 인천항으로 입국
- 1938년 - 독일·이탈리아·영국·프랑스 등 유럽 4개국 정부수반, 체코슬로바키아 문제로 뮌헨 회담 개최.
- 1956년 - 한국 전쟁 참전 16개국 휴전감시위원단 한반도 철수 결정.
- 1970년 - 오적 필화 사건 발생. 대한민국 문화공보부가 김지하의 담시 `오적'(五賊) 게재를 문제삼아 월간지 `사상계'(思想界) 등록 취소한 사건.
- 1970년 - 대한민국, 신민당, 전당대회서 김대중 대통령 후보 선출.
- 1972년 - 일본 다나카 가쿠에이 총리, 중화인민공화국을 방문하여 국교를 재개하기 위해 중국측과 회담을 가진 뒤 중일공동성명을 조인, 중화민국과의 외교 관계를 단절.
- 1980년 - 대한민국 정부, 제5공화국 헌법개정안(제8차 개헌안) 공고.
- 1984년 - 조선민주주의인민공화국 적십자사, 판문점 통해 대한민국에 수재 구호물품 전달.
- 1987년 - 통일민주당 김영삼 총재와 김대중 고문, 대통령후보 단일화회담 결렬.
- 1990년 - 장충식·김형진 남북체육회담 수석대표, 평양(10.11)과 서울(10.23)에서 남북통일축구경기대회 개최 방침 발표.
- 1999년 - 미국 AP통신, 한국 전쟁 당시 미군의 노근리 양민 학살사건 첫 보도 예고. 실제 보도는 30일 오전 2시(한국시간).
- 2003년 - 노무현 대통령 민주당 탈당 공식 선언.
- 2015년 - NASA가 화성에서 액체 상태의 물을 발견하였다고 발표.
- 2016년 - 서든어택2 서비스 종료

## 문화
- 1935년 - 조선육상경기협회, 제1회 전조선육상선수권대회 개최
- 1946년 - 조선대학교 개교.
- 1984년 - 서울 잠실 올림픽 주경기장 개장.
- 1987년 - 대한민국 국내전화 1천만회선 돌파.
- 1988년 - 대한민국 여자핸드볼, 올림픽 구기사상 첫 금메달.
- 1999년 - 조선민주주의인민공화국 여자 마라톤 선수 정성옥, 스페인 세비야서 열린 7회 세계육상선수권대회서 우승.
- 2002년 - 제14회 부산 아시안 게임 개막.
- 2003년 - 대한민국 축구 국가대표팀이 네팔 축구 국가대표팀을 16-0으로 꺾었다. 이것은 대한민국 축구 국가대표팀의 최다 점수차 승리와 동시에, 네팔 축구 국가대표팀의 최다 점수차 패배이기도 하다.
- 2014년 - 서울 지하철 5호선 연장 구간(상일동역 ~ 하남시 창우동)이 착공되었다.

## 탄생
- 1511년 - 에스파냐의 의학자, 신학자 미카엘 세르베투스. (~1553년)
- 1547년 - 스페인의 소설가, 작가 미겔 데 세르반테스. (~1646년)
- 1640년 - 프랑스의 조각가 앙투안 쿠아즈보. (~1720년)
- 1758년 - 영국의 해군 제독 제1대 넬슨 자작 허레이쇼 넬슨. (~1805년)
- 1879년 - 프랑스의 아나키스트 마리우스 자코브. (~1954년)
- 1893년 - 일제강점기 군인, 대한민국의 정치인, 교육자 김석원. (~1978년)
- 1898년 - 러시아의 생물학자 트로핌 리센코. (~1976년)
- 1900년 - 멕시코의 대통령 미겔 알레만 발데스. (~1983년)
- 1901년
  - 이탈리아계 미국의 물리학자 엔리코 페르미. (~1954년)
  - 중화민국의 학자 장치윈. (~1985년)
- 1902년 - 오스트리아의 귀족 막시밀리안 폰 호헨베르크 공작. (~1962년)
- 1907년 - 미국의 싱어송라이터, 기타 연주자, 음반 프로듀서, 영화배우, 영화연출가, 야구기업가 진 오트리. (~1998년)
- 1912년 - 이탈리아의 영화 감독 미켈란젤로 안토니오니. (~2007년)
- 1913년 - 이탈리아의 축구 선수, 축구 감독 실비오 피올라. (~1996년)
- 1918년 - 대한민국의 작곡가 정윤주. (~1997년)
- 1919년 - 대한민국의 정치인 이상무. (~1987년)
- 1927년 - 대한민국의 연극배우 장민호. (~2012년)
- 1928년 - 헝가리의 축구 선수, 축구 감독 런토시 미하이. (~1989년)
- 1932년
  - 대한민국의 인권 운동가 김상헌.
  - 미국의 영화감독 로버트 벤턴. (~2025년)
- 1933년 - 대한민국의 법조인 김덕주. (~2023년)
- 1934년
  - 대한민국의 법조인 한승헌. (~2022년)
  - 미국의 심리학자 미하이 칙센트미하이 (~2021년)
  - 오스트레일리아의 영화배우 앨런 홉굿. (~2022년)
- 1935년
  - 일본의 아동문학가 나카가와 리에코. (~2024년)
  - 미국의 싱어송라이터 제리 리 루이스. (~2022년)
- 1936년 - 이탈리아의 정치인 실비오 베를루스코니. (~2023년)
- 1939년 - 일본의 지리학자 다카하시 노부오. (~2013년)
- 1940년
  - 대한민국의 전 언론인 김영일.
  - 이탈리아의 싱어송라이터 니콜라 디 바리.
- 1942년 - 미국의 배우, 희극인, 성우, 가수 매들린 칸. (~1999년)
- 1943년 - 폴란드의 노동 운동가, 정치인, 대통령 레흐 바웬사.
- 1950년 - 미국의 전 야구 선수 켄 마카.
- 1953년
  - 대한민국의 희극인 문영미.
  - 미국의 배우 드레이크 허지스틴. (~2024년)
- 1956년 - 대한민국의 배우 문창근. (~2005년)
- 1957년 - 대한민국의 희극인 장두석. (~2024년)
- 1959년 - 노르웨이의 문학가, 노벨문학상 욘 포세.
- 1961년 - 대한민국의 희극인, 방송인 정재환.
- 1966년
  - 대한민국의 음악 프로듀서 Groovie K.
  - 알바니아의 제6대 대통령 부야르 니샤니. (~2022년)
- 1967년
  - 대한민국의 법조인 금태섭.
  - 대한민국의 법조인 권익환.
  - 대한민국의 배우 김준모.
- 1969년
  - 러시아의 유도 선수 옐레나 코텔니코바.
  - 미국의 배우 에리카 엘러니액.
  - 벨라루스의 유도 선수 발레리 칠렌티.
  - 오스트리아의 축구 선수, 감독 이비차 바스티치.
- 1970년
  - 일본의 프로레슬링 선수 타지리 요시히로.
  - 덴마크의 영화 감독, 영화 각본가, 영화 프로듀서 니콜라스 빈딩 레픈.
- 1971년 - 미국의 영화 음악, 작곡가 시어도어 셔파이로.
- 1973년 - 대한민국의 배우 이낙준.
- 1974년 - 대한민국의 배우 김수진.
- 1976년 - 우크라이나의 축구 선수 안드리 셰우첸코.
- 1977년
  - 대한민국의 전 배우 신주리.
  - 미국의 전 야구 선수 히스 벨.
- 1978년 - 이탈리아의 알파인 스키 선수 카렌 푸처.
- 1980년
  - 일본의 전 축구 선수 다카하시 유타카.
  - 대한민국의 기업인 조남호.
- 1981년 - 대한민국의 펜싱 선수 남현희.
- 1983년 - 대한민국의 배우 윤승아.
- 1984년
  - 대한민국의 정치인 이기인.
  - 독일의 축구 선수 페어 메르테자커.
- 1985년 - 대한민국의 트로트 가수 홍자.
- 1986년 - 대한민국의 가수, 기타리스트 배우리.
- 1987년 - 대한민국의 배우 차수민.
- 1988년 - 미국의 프로 농구 선수 케빈 듀란트.
- 1989년 - 일본의 성우 후루카와 마코토.
- 1990년 - 아이슬란드의 축구 선수 사라 비외르크 귄나르스도티르.
- 1991년
  - 대한민국의 가수 유수현.
  - 영국의 태권도 선수 비앙카 워크든.
  - 프랑스의 펜싱 선수 엔조 르포르.
  - 덴마크의 DJ, 음악 프로듀서 마르틴 옌센.
- 1992년
  - 독일의 축구 선수 레오니 마이어.
  - 대한민국의 야구 선수 홍건희.
- 1993년 - 대한민국의 가수 홍빈 (빅스).
- 1994년 - 미국의 가수 할시.
- 1995년
  - 대한민국의 모델 박재연.
  - 가나의 축구 선수 조셉 아이두.
  - 일본의 배우 키시 유타.
  - 미국의 배우 사샤 레인.
- 1996년
  - 대한민국의 음악 프로듀서, DJ 전우찬 (코아 화이트).
  - 독일과 오스트리아 태생 대한민국의 뮤지컬 배우 크리스 영.
- 1997년
  - 대한민국의 가수 송하영 (fromis_9).
  - 대한민국의 가수 홍은기 (레인즈).
  - 일본의 성우 하나모리 유미리.
  - 오스트레일리아의 배우 매들린 매든.
- 1998년 - 대한민국의 가수 박소연.
- 1999년
  - 대한민국의 가수 최예나.
  - 키르기스스탄의 레슬링 선수 졸라만 샤르셴베코프.
- 2000년 - 대한민국의 배우 류다인.
- 2001년 - 대한민국의 가수 예윤.
- 2002년 - 대한민국의 가수 이연. (세러데이)
- 2004년 - 대한민국의 가수 나영.
- 2010년 - 대한민국의 아역 배우 이경훈.

### 미상
- 로마 공화국의 정치인, 군인 그나이우스 폼페이우스 마그누스. (~기원전 48년)

## 사망
- 1560년 - 스웨덴의 국왕 구스타브 1세 바사. (1496년~)
- 1882년 - 양시칠리아 공주 마리아 피아. (1849년~)
- 1902년 - 프랑스의 소설가·비평가 에밀 졸라. (1840년~)
- 1913년 - 독일의 기계 기술자 루돌프 디젤. (1858년~)
- 1917년 - 프랑스의 화가, 조각가 에드가 드가. (1834년~)
- 1950년 - 대한민국의 시인 김영랑. (1903년~)
- 2010년 - 미국의 배우 토니 커티스. (1925년~)
- 2018년 - 미국의 블루스 기타리스트 겸 싱어송라이터 오티스 러시. (1935년~)
- 2020년
  - 쿠웨이트의 국왕 사바 아흐마드 알자비르 알사바. (1929년~)
  - 오스트레일리아의 가수 헬렌 레디. (1941년~)
  - 미국의 성소수자 티모시 레이 브라운. (1966년~)
  - 미국의 영화배우 맥 데이비스. (1942년~)
- 2021년 - 아르메니아의 가수 하이코. (1973년~)
- 2022년
  - 대한민국의 정치인 고재일. (1929년~)
  - 미국의 야구 선수 엑토르 로페스. (1929년~)
  - 네덜란드의 축구 선수 로프 란스베르헌. (1960년~)
  - 프랑스의 고고학자, 역사가 폴 벤. (1930년~)
- 2023년
  - 대한민국의 정치인 박무성. (1962년~)
  - 미국의 정치인 다이앤 파인스타인. (1933년~)
- 2024년
  - 일본의 성우 오오야마 노부요. (1933년~)
  - 미국의 영화배우 론 엘리. (1938년~)
  - 대한민국의 영화배우 전숙. (1926년~)
  - 미국의 수학자 리처드 S. 해밀턴. (1943년~)

## 기념일
- 추석 - 2023년, 2069년, 2088년, 2099년
- 세계 심장의 날
- 커피 데이(National Coffee Day): 미국
- 보케론 승전기념일: 파라과이

## 같이 보기
- 전날: 9월 28일 다음날: 9월 30일 - 전달: 8월 29일 다음달: 10월 29일
- 음력: 9월 29일
- 모두 보기